# Mníšek nad Hnilcom
Mníšek nad Hnilcom (allemand : Einsiedel an der Göllnitz) est un village de Slovaquie situé dans la région de Košice.

## Histoire
Première mention écrite du village en 1322.

## Démographie

### Évolution de la population
| Année:               | 1994. | 2004.   | 2014.   | 2024.   |
| -------------------- | ----- | ------- | ------- | ------- |
| Nombre de personnes: | 1621  | 1711    | 1751    | 1830    |
| Différence:          |       | +5,55 % | +2,33 % | +4,51 % |

| Année:               | 2023. | 2024.   |
| -------------------- | ----- | ------- |
| Nombre de personnes: | 1832  | 1830    |
| Différence:          |       | -0,10 % |